# Yehonatan Vilozny
Yehonatan Vilozny (în ebraică יהונתן וילוז'ני; n. 1999, Tel Aviv, Israel) este un actor israelian de film, televiziune și teatru.

## Biografie
S-a născut și a crescut la Tel Aviv, Israel. Tatăl său, Shmuel Vilozhny, este actor și este căsătorit cu mama lui Yehonatan, Iris. Mai are trei frați; Michael, Shira și Maya. Ca recrut în Armata Israeliană, a servit în ansambluri militare israeliene. După serviciul său, a studiat actoria la Studioul Yoram Loewenstein din Tel Aviv.
În 2023, a avut un rol principal în filmul dramatic despre maturizarea într-un kibuț în anii 1970, Kissufim.

## Filmografie
| An          | Titlu                    | Rol         | Note            |
| ----------- | ------------------------ | ----------- | --------------- |
| 2014        | Echad shtayim shalosh    |             | Scurtmetraj     |
| 2015        | What Doesn't Kill You    | Soldier #1  | Scurtmetraj     |
| 2017        | Tonight You Belong to Me | The soldier | Scurtmetraj     |
| 2017 - 2018 | Kipat Barzel             | Elhanan     | Rol secundar S2 |
| 2017 - 2019 | Kadabra (Spell Keepers)  | Sharon Lavi | Rol principal   |
| 2018        | Flawless                 | Maayan      | Film            |
| 2020        | Summer Shade             | Oriel       | Scurtmetraj     |
| 2020        | Black Space              | Tom Tadmor  | 3 episoade      |
| 2021        | Ahed's Knee              | Sargeant    | Film            |
| 2022        | Fire Dance               | Yosef       | Rol secundar    |
| 2023        | Kissufim                 | Yoav        | Film            |
| 2023        | Full Speed               | Mikey Kogan | Rol principal   |